# Efebofilie

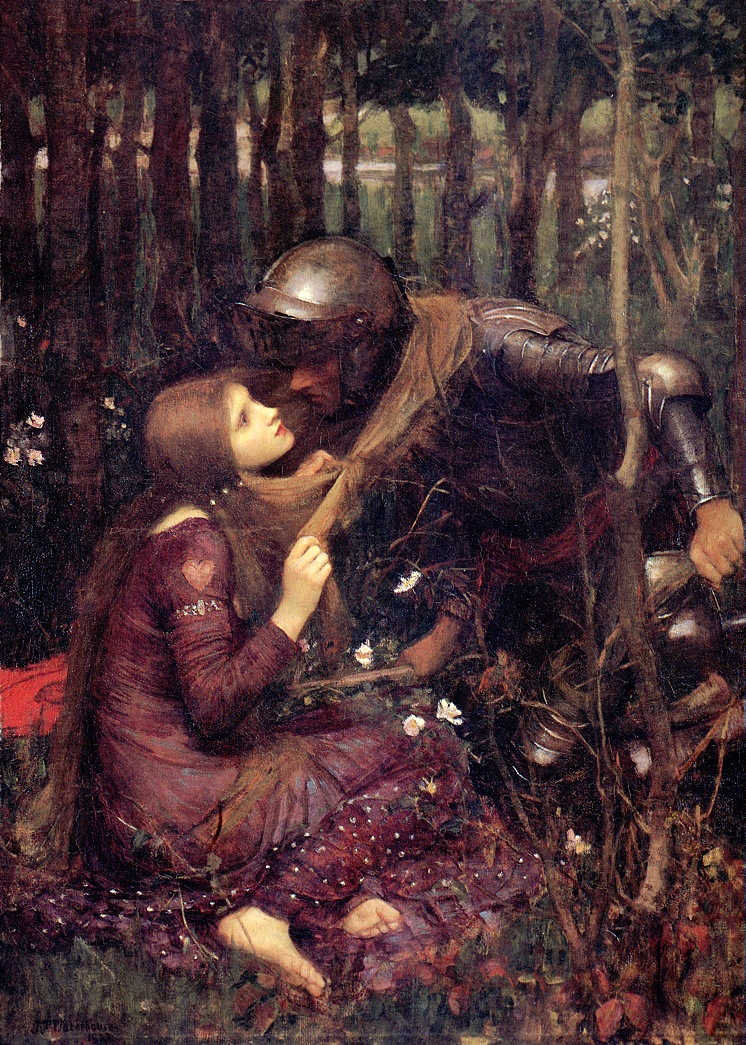
Schilderij Waterhouse, La belle dame sans merci

Efebofilie is de seksuele voorkeur voor adolescenten, grofweg van 15 tot 19 jaar oud. 
De term verscheen voor het eerst in de 19e eeuw en werd vooral gebruikt om te verwijzen naar de homoseksuele liefde van oudere mannen voor adolescente jongens. Sinds de 20e eeuw hanteren onderzoekers het begrip los van geslacht of seksuele geaardheid. Efebofilie is een van verschillende zogenaamde chronofilieën; seksuele voorkeuren voor bepaalde leeftijdscategorieën. Sommige onderzoekers onderscheiden efebofilie van pedofilie (voorkeur voor pre-puberale kinderen) en hebefilie (voorkeur voor puberende jonge adolescenten). Efebofilie is niet erkend als parafilie of psychische aandoening. De noemer blijft omstreden.

## Etymologie
De term 'efebofilie' is afgeleid van de Oudgriekse woorden ἔφηβος (ephēbos), wat vertaald kan worden als 'iemand die de puberteit heeft bereikt', 'iemand die geregistreerd is als burger' (in Athene) of 'arriveren op het landgoed van de man', en φιλία (philia), wat 'liefde' betekent.
De term verscheen voor het eerst in het Frans als éphébophilie, in Tares et Poisons: Perversion et Perversité Sexuelles (1896) van Georges Saint-Paul. De Nederlandse psycholoog Frits Bernard gebruikte de Nederlandse vertaling in 1950. In 1960 verscheen werk van Bernard onder een pseudoniem in het homoblad Vriendschap; daarin wordt de term toegedicht aan Magnus Hirschfeld.

## Geschiedenis

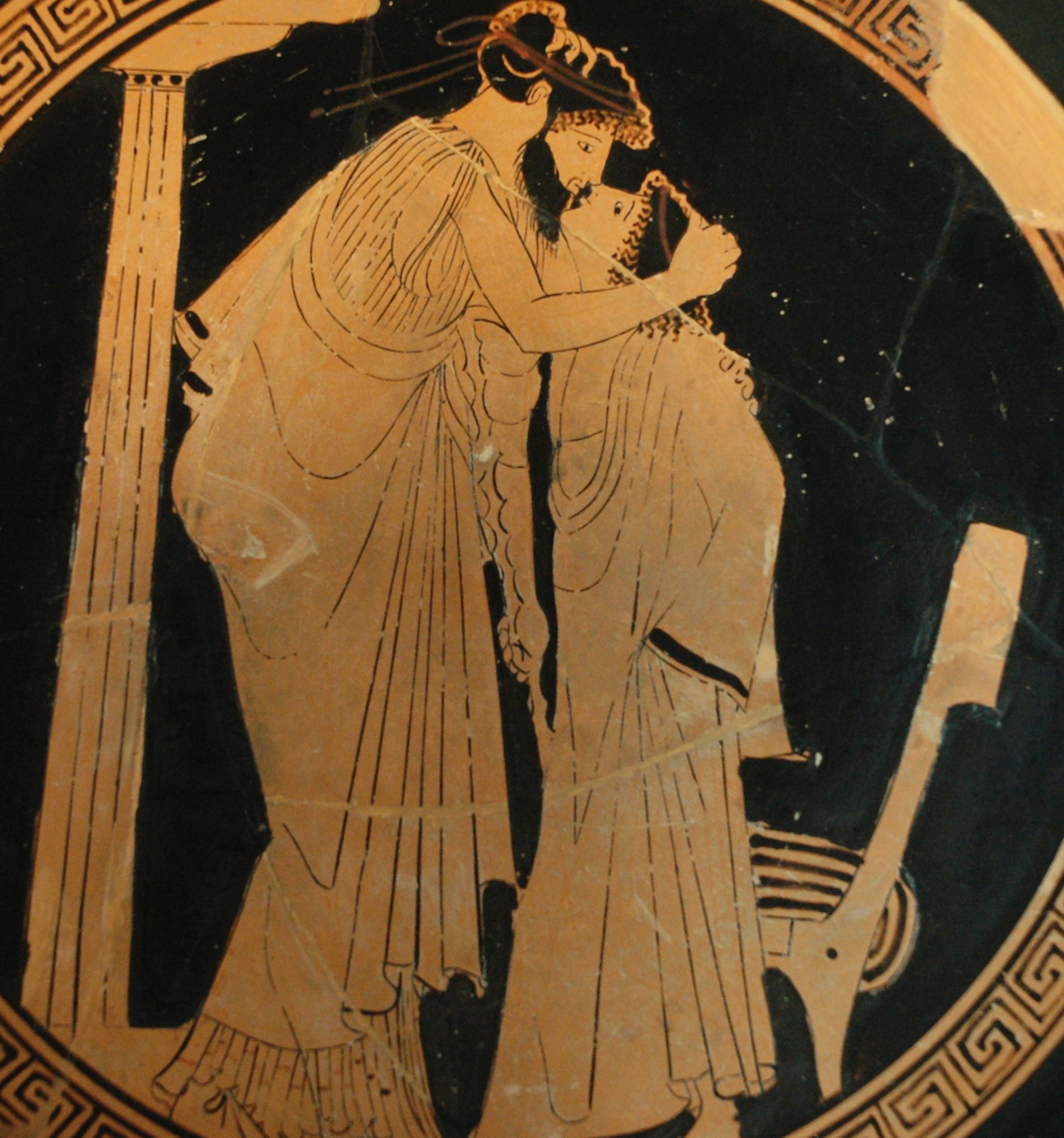
Detail van een Attische kom uit 480 v.Chr.

In sommige culturen is of was efebofilie geaccepteerd. In het oude Athene was het gebruikelijk dat volwassen mannen en adolescente jongens seksuele handelingen met elkaar verrichtten; dit stond bekend als pederastie.
Efebofilie kwam voor in het oude Griekenland. Plato beschreef deze praktijken in zijn werk Symposion. Het betrof veelal contacten tussen een man en een opgroeiende jongen (de leeftijd van de jongen was meestal tussen 12 en 18). De contacten tussen de volwassen man en de jongen werden wel op Grieks aardewerk (bijvoorbeeld in drinkschalen) afgebeeld. Ook in het Romeinse Rijk was pedofilie, zij het uitsluitend in de omgang met slaven, een algemeen aanvaarde praktijk. Het geliefde slavenkind of schandknaapje waarmee vrije mannen toen seksuele betrekkingen hadden, werd een delicium-kind genoemd.
De seksuele moraal lag toentertijd duidelijk anders dan nu. Waar tegenwoordig het machtsverschil tussen volwassene en kind als een belangrijk argument tegen de pedofilie geldt, lag dit toen anders. Het was voor het opgroeien van een jongeling nuttig om een intensief contact met een oudere te hebben, die voor hem ook als een soort beschermheer optrad, en de jongeling hielp bij zijn verdere carrière. Men koesterde voor zo'n schandknaapje niet alleen seksuele, maar vaak ook liefdevolle, vaderlijke gevoelens. Bovendien was in het Oude Rome de notie privacy totaal onbekend. Kinderen sliepen in de slavenvertrekken bij hun voedster of opvoeder en werden in deze transparante omgeving dus al op erg vroege leeftijd geconfronteerd met seks en lichamelijke intimiteit.

## Situatie in Nederland
De in 2014 opgeheven Nederlandse pressiegroep MARTIJN richtte zich op de acceptatie van efebofilie en in mindere mate op pedofilie. Zij meende dat kinderen boven de twaalf jaar in staat zijn als volwassenen te oordelen over relaties, wat in westerse samenleving wordt verworpen.
In Nederland begint de seksuele meerderjarigheid vanaf 16 jaar. Seks met minderjarigen is strafbaar. De Nederlandse wet schrijft bij geslachtsverkeer met kinderen van twaalf tot zestien jaar lagere straffen voor dan voor onder de twaalf jaar. De rechter moet in elk geval zelf beslissen of de oudere partner strafbaar is (dit is bijvoorbeeld niet het geval als een puber een wat oudere vriend(in) heeft). Kinderprostitutie tot achttien jaar is wel zonder meer verboden, evenals pornografie.

## In de populaire cultuur
In de film en literatuur van de twintigste eeuw zijn de thema's 'efebofilie' en 'hebefilie' terechtgekomen. Voorbeelden daarvan zijn het verhaal De dood in Venetië van de Duitse auteur Thomas Mann (hierin wordt een oudere man hevig verliefd op een veertienjarige jongen) en de roman Lolita van de Russische auteur Vladimir Nabokov (hierin wordt een oudere man hevig verliefd op een twaalfjarig meisje). In de verfilmingen van Lolita wordt het meisje als iets ouder voorgesteld, namelijk dertien en veertien jaar. De Nederlander Rudi van Dantzig beschreef in de autobiografische roman Voor een verloren soldaat (1986) een relatie van een elfjarige jongen met een oudere Canadese soldaat. In de film Manhattan (1979) van Woody Allen heeft een zeventienjarig schoolmeisje een relatie met een man van 41. Het boek Der Vorleser van Bernhard Schlink begint met de erotische relatie tussen de vijftienjarige Michael Berg en de 21 jaar oudere Hanna Schmit. Call Me by Your Name handelt over de romance tussen een Amerikaanse professor en de zeventienjarige Elio. Dit boek uit 2007 van André Aciman werd in 2017 verfilmd. In de film An education (2009) krijgt een zestienjarig meisje een relatie met man die tweemaal zo oud is. De film Licorice Pizza (2021, Paul Thomas Anderson) draait om de aantrekkingskracht tussen een 25-jarige vrouw en een vijftienjarige jongen.